# Lac Tonga
Le lac Tonga est un lac d'eau douce situé dans le parc national d'El-Kala dans la wilaya d'El Tarf en Algérie. 
Il a été reconnu site Ramsar le 11 avril 1983 et constitue la plus importante aire de nidification d'Afrique du Nord.

## Situation

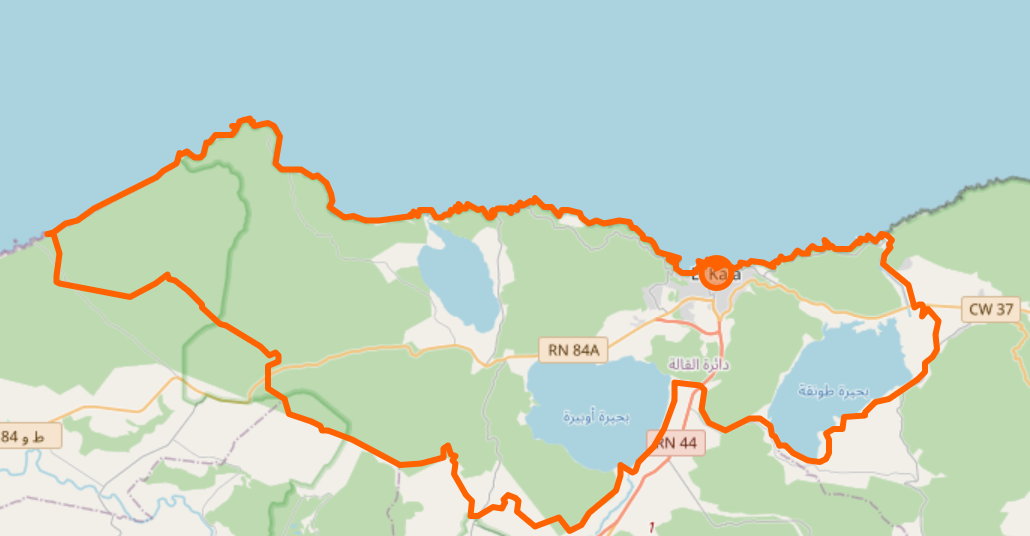
Localisation du lac dans la commune d'El Kala, le lac Tonga est le plus oriental des trois.

Le lac Tonga est un lac d'eau douce, situé dans la partie centrale du Parc national d'El-Kala, qui compte un autre lac d'eau douce, le lac Oubeïra et une lagune salée, le lac El Mellah. Le lac est une large dépression côtière, situé entre la ville d'El Kala, dans l'extrême nord‑est du pays et la frontière algéro-tunisienne, son bassin versant occupe une superficie de 15.000 ha, dont 2.800 ha pour la seule cuvette du lac.
Les trois lacs ont été classés zones humides d'importance internationale de la convention de Ramsar par l'Unesco en 1983. Il est à demi asséché par un grand drain central creusé à l'époque coloniale. Il se présente désormais comme un vaste marécage.
Le site est un vaste complexe de zones humides qui comprend en outre des collines boisées, une forêt humide et un système de dunes de sable. Le lac est relié à la Méditerranée. Les principaux cours d'eau qui alimentent le lac sont l'oued El-Hout au sud-ouest et l'oued El-Eurg au nord-est. Ces oueds ont édifié de véritables deltas dont les apports ont progressivement réduit la surface du lac.

## Climat
Le climat de la région est de type méditerranéen, avec une température moyenne annuelle de 18,9 °C. Il présente une saison sèche longue de quatre mois. Le mois de janvier est le mois le plus froid et le mois d'août, le plus chaud. La pluviométrie moyenne annuelle dépasse les 700 mm, la zone connaît un maximum de précipitations en automne et en hiver et un minimum en été.

Lac Tonga
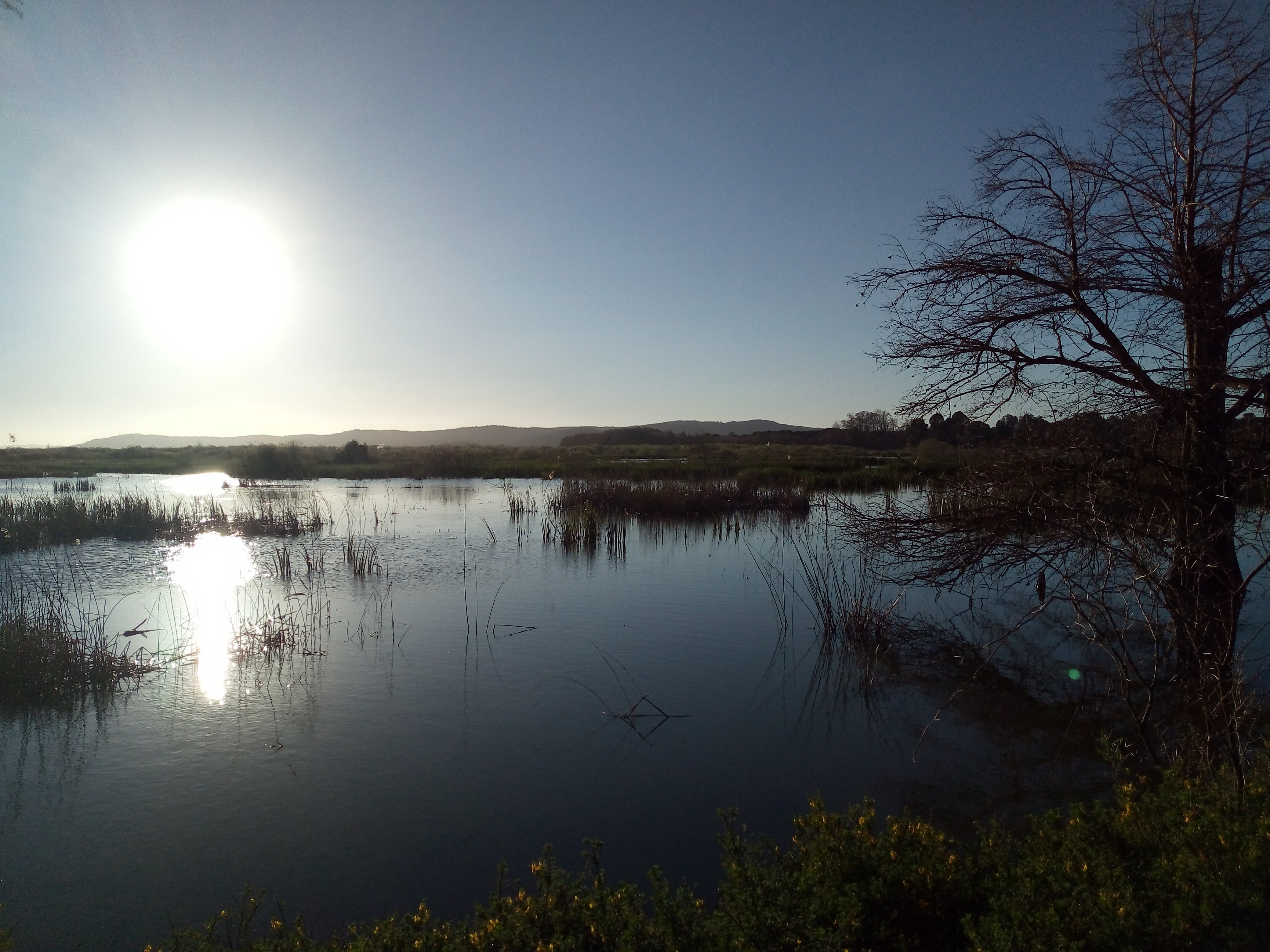
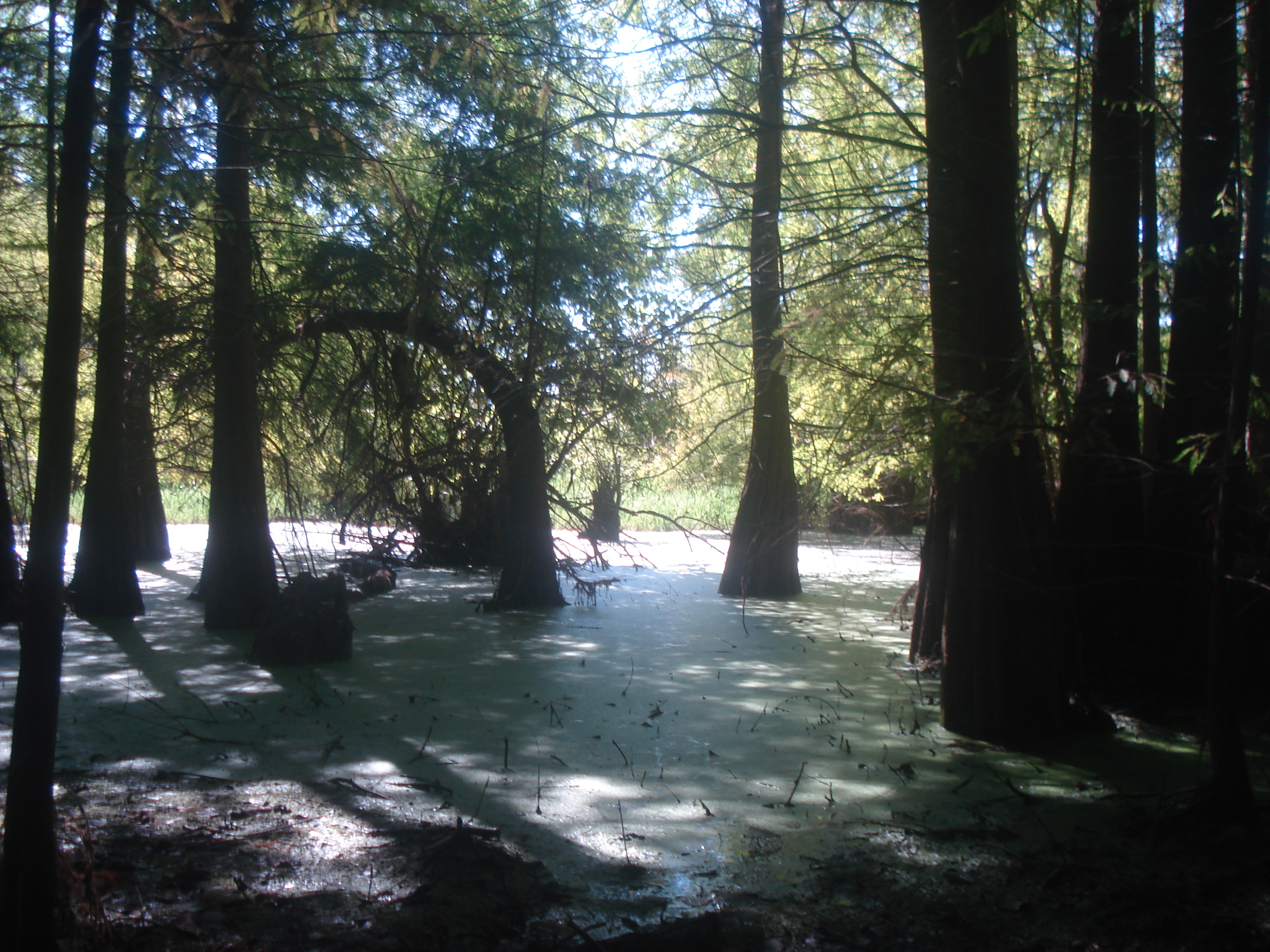
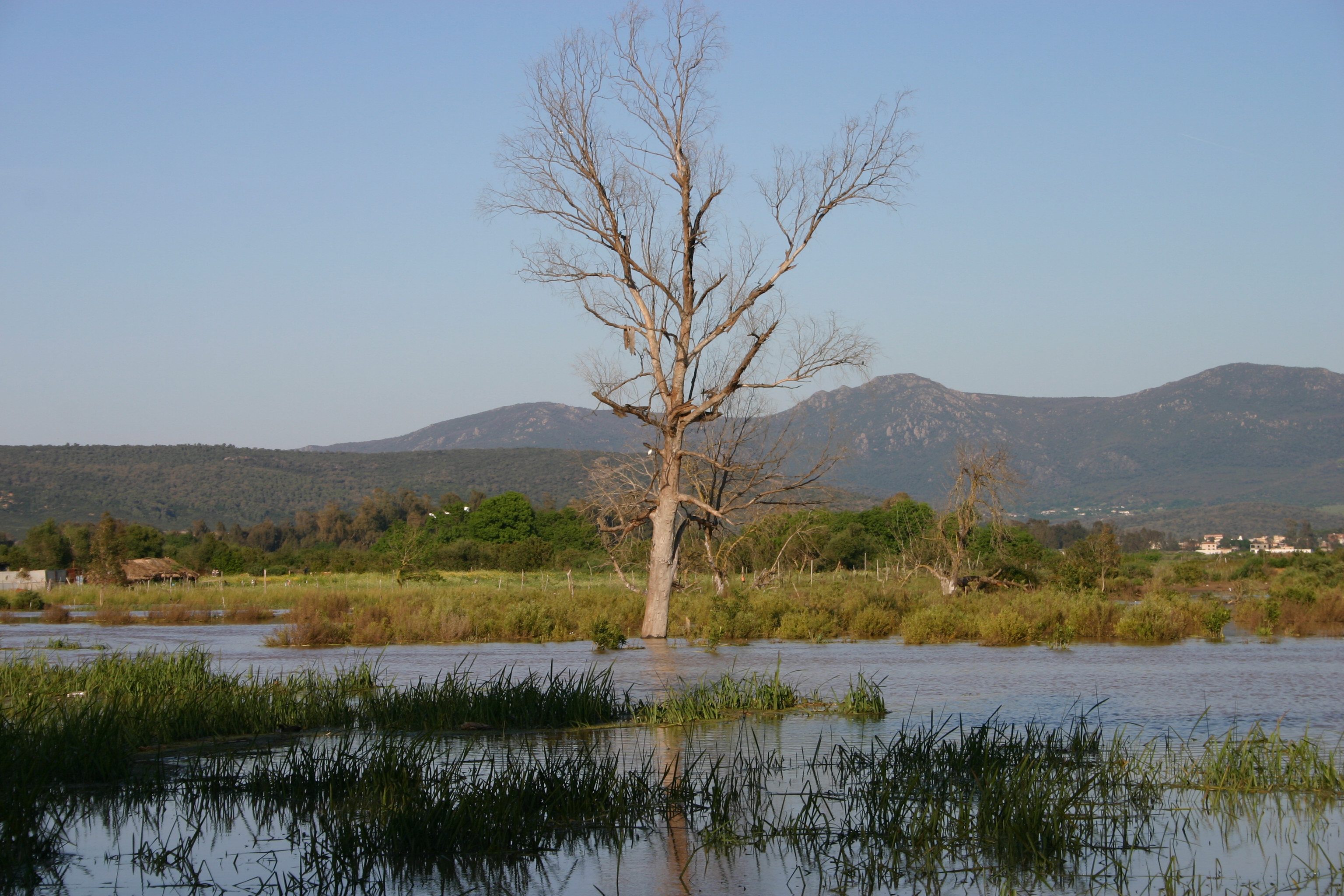

## Faune et flore

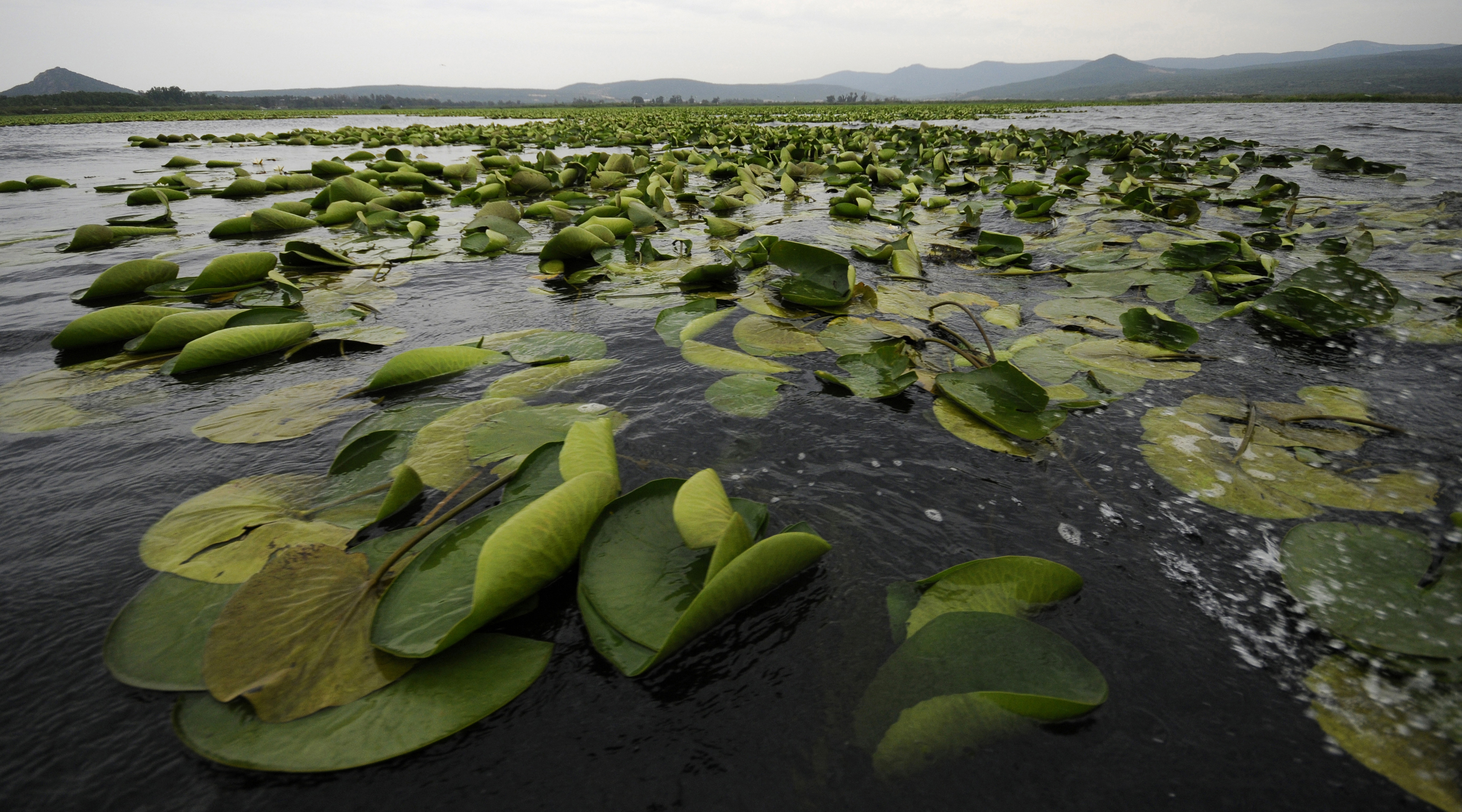
Nénuphar

Le lac offre un habitat important aux plantes aquatiques. Les espaces végétaux du lac Tonga se présentent sous forme d'une mosaïque de végétations. De manière générale, la physionomie dominante du lac est celle d'une roselière qui abrite la plupart des hélophytes. Durant les périodes printanière et estivales, le nénuphar blanc vient couvrir en grande partie sa surface.
Grâce à cette vie aquatique, le lac Tonga constitue la plus importante aire de nidification d'Afrique du Nord. Il abrite de multiples variétés, de hérons, de rapaces, d'aigrettes, de busard des roseaux et des oiseaux d'eau variés, y compris des espèces rares et menacées sur le plan mondial. 
Les populations locales pratiquent l’élevage et une agriculture saisonnière.